# Episodi di Angel's Friends (prima stagione)
Lista degli episodi della prima stagione di Angel's Friends. Gli episodi totali sono 52, ognuno della durata di 13 minuti; i primi 26 episodi sono stati trasmessi dal 12 ottobre al 16 novembre 2009, mentre i restanti dal 9 gennaio al 27 marzo 2010 su Italia 1.
| N° | Titolo italiano                     | Prima TV Italia  | Riassunto |
| -- | ----------------------------------- | ---------------- | --- |
| 1  | Volare con le proprie ali           | 12 ottobre 2009  | L'Angel Raf parte da Angie Town per raggiungere la Golden School sulla Terra, dove le viene affidata la protezione del Terreno Andrea. Il Devil Sulfus è il suo rivale, il cui compito è quello di tentare il ragazzo. Per decidere chi dei due avvicinerà per primo Andrea, si sfidano in una gara di surf, durante la quale Sulfus finge di annegare. Per salvarlo, Raf lo prende per mano e, infrangendo il V.E.T.O., perde l'equilibrio e cade in acqua. La sfida viene così vinta da Sulfus, che, diventato Terreno, convince Andrea a disubbidire a sua madre. Intanto, un individuo incappucciato, Malachia, si aggira per la scuola. |
| 2  | Amiche per sempre                   | 13 ottobre 2009  | Dopo aver infranto il V.E.T.O., sulle mani di Raf e Sulfus è rimasta una voglia a forma di stella. Raf sogna di essere tornata ad Angie Town, ma casa sua è vuota. Mentre la sua migliore amica Urié la consola, a scuola Andrea non difende il suo amico Giacomo da tre bulli. Raf e Sulfus si sfidano di nuovo nell'Aula Sfida, trasformata nella città dei Devils, Zolfanello City. L'Angel viene inseguita da un drago ed è in difficoltà, ma l'intervento di Urié e Dolce l'aiuta a vincere. Nel frattempo, nella dimensione parallela del Limbo, Reina ordina al suo servo Malachia di portarle le lacrime di Raf. |
| 3  | Povero diavolo                      | 14 ottobre 2009  | Avendo vinto la sfida, Raf ha diritto alla prima mossa su Andrea. Trasformatasi in una dog-sitter, fa sì che il ragazzo venga inseguito da alcuni cani mentre è in bicicletta. Andrea viene salvato da Giacomo, che calma gli animali: il Terreno si rende così conto di aver sbagliato e difende Giacomo dai bulli. Intanto, Malachia porta a Reina un fazzoletto nel quale Raf ha asciugato le proprie lacrime dopo un incubo. |
| 4  | La vera bellezza                    | 15 ottobre 2009  | La Terrena di Urié, Ginevra, si sente a disagio perché non segue la moda come le sue compagne di classe. L'Angel vuole farle capire che non deve cambiare per farsi accettare, mentre Cabiria, la Devil che tenta la ragazza, vuole l'esatto opposto. Le due Sempiterne si sfidano così in una gara di ginnastica ritmica, vinta da Cabiria con l'imbroglio. La Devil regala a Ginevra un buono-omaggio per un centro estetico, che però la ragazza decide di non utilizzare. Nel frattempo, scomparsa la voglia a forma di stella dalla mano, Sulfus butta il guanto che la nascondeva; l'oggetto viene recuperato da Malachia, che lo porta a Reina. |
| 5  | Le regole del gioco                 | 16 ottobre 2009  | Il Terreno di Dolce, Edoardo, decide di comprare uno scooter ma, non avendo i soldi, organizza una partita di poker con alcuni compagni di classe. Uno di loro, Carlo, a causa di un inganno di Kabalè (la Devil che irretisce Edoardo), perde i risparmi rubati al padre, un uomo in difficili condizioni economiche, e chiede a Edoardo di restituirglieli. Il ragazzo è indeciso, così Dolce e Kabalè si sfidano e la Angel riesce a vincere, ma, nonostante i suoi sforzi, l'intervento di Kabalè fa decidere ad Edoardo di comprare lo scooter. Reina, intanto, fonde il fazzoletto di Raf con il guanto di Sulfus, ricavandone un ragno nero. |
| 6  | Protezione                          | 19 ottobre 2009  | Malachia libera il ragno nero nei corridoi della Golden School. Approfittando dell'assenza dei professori Arkhan e Temptel, Angels e Devils si scontrano in Aula Sfida. Ad un certo punto, Sulfus decide di voler sfidare solo Raf: trasformatisi in Terreni, si inseguono per la scuola, fino ad arrivare all'anticamera della Sala dei Ritratti, dove sono contenuti i ritratti di tutti i Terreni. Qui, i due Sempiterni vengono morsi dal ragno. |
| 7  | Verità e bugie                      | 20 ottobre 2009  | Sulfus e Raf non si sentono bene e vengono portati in infermeria, dove i medici li visitano: Arkhan e Temptel iniziano a sospettare che si stiano innamorando. Intanto, Ginevra cerca di convincere sua madre a darle il permesso per assistere al concerto del suo cantante preferito: la donna, non potendola accompagnare e temendo per la sua incolumità, le dà il permesso, purché un'amica o qualcun altro l'accompagni. Ginevra, però, non ha amici che possano andare con lei. Urié e Cabiria si sfidano in una gara di equitazione, vinta dalla Angel, ma la Devil convince la Terrena ad andare da sola, disubbidendo a sua madre. |
| 8  | Chi semina vento raccoglie tempesta | 21 ottobre 2009  | Il professor Arkhan e la professoressa Temptel cercano di scoprire quali conseguenze possano derivare dall'amore tra una Angel e un Devil. Malachia, travestito da bibliotecario, consegna loro un antico libro, nel quale viene narrata la storia dell'amore tra l'Angel Tyco e la Devil Sai, che distrusse un'intera civiltà. Nel frattempo, Edoardo viene rapinato da un ladro, che nella fuga perde la sciarpa: è uguale a quella di Carlo, al quale Edoardo aveva vinto i soldi a poker. Kabalè vuole raccontarlo al Terreno per spingerlo a vendicarsi: riesce a vincere la sfida in BMX contro Dolce e parla con Edoardo, il quale, furioso, va a casa di Carlo. L'Angel, trasformatasi in una poliziotta, lo fa desistere e lo convince a chiedere scusa. |
| 9  | Vita da Terreno                     | 22 ottobre 2009  | I professori decidono di far trascorrere ad Angels e Devils un giorno da Terreni. I Sempiterni, incontratisi nel parco della città, si rincorrono e scherzano tra di loro; decidono poi di andare al centro commerciale. Qui, Malachia vende hot-dog al lassativo a tutti, tranne a Raf e Sulfus, per farli restare da soli. L'Angel e il Devil si sfidano a go-kart, ma le macchine, controllate da Malachia, li conducono in spiaggia al tramonto. Quando stanno per toccarsi, infrangendo di nuovo il V.E.T.O., scadono le ventiquattro ore e tornano Sempiterni. Arkhan e la Temptel, che li stavano controllando attraverso le loro mascotte Cox e Basilisco, decidono di prendere provvedimenti per allontanarli. |
| 10 | Divisi                              | 23 ottobre 2009  | I professori Arkhan e Temptel decidono di separare Raf e Sulfus. Andrea viene affidato a Miki, mentre Raf riceve l'incarico di proteggere le gemelle Giulia ed Elena, tentate dal Devil Gas. Le due ragazze sono nuove in città e hanno paura che, essendo ricche, non troveranno veri amici. Decidono così di marinare la scuola. Gas e Raf si sfidano in una gara di snowboard: il Devil vince e, trasformatosi in autista, conduce Giulia ed Elena in un quartiere periferico, che le sorelle decidono di visitare. Qui incontrano Raf, che riesce a fare amicizia con loro e, assicurando che troveranno degli amici sinceri, le convince a tornare a scuola. |
| 11 | Appuntamento segreto                | 26 ottobre 2009  | Nel suo diario, Raf trova un biglietto di Sulfus, nel quale il Devil le dà appuntamento davanti all'Aula Sfida. Anche Sulfus riceve lo stesso biglietto, firmato però da Raf. Nel cortile della Golden School, Raf, Urié, Dolce e Miki sentono Andrea che propone a Ginevra di trascorrere il suo compleanno da soli al Rock Cafè, un locale alla moda molto costoso. La ragazza è preoccupata, perché non ha abbastanza denaro con cui comprargli un bel regalo. Cabiria cerca allora di convincere Ginevra a rubare un lettore mp3 dal centro commerciale. Grazie all'intervento di Urié, però, la giovane Terrena capisce che la cosa importante non è il prezzo del regalo, ma che sia fatto mettendoci il cuore. Successivamente, Raf e Sulfus si incontrano davanti all'Aula Sfida che, improvvisamente, si spalanca, rivelando un buco nero che li risucchia in una trappola. I biglietti, infatti, erano stati lasciati da Malachia. |
| 12 | Prigionieri del cuore               | 27 ottobre 2009  | Angels e Devils si accorgono della scomparsa di Sulfus e Raf. Trovati i biglietti e notando che la calligrafia è la stessa, si recano all'Aula Sfida. Una volta aperta, il buco nero risucchia Urié, Dolce, Cabiria e Kabalè, che finiscono in una radura. Le quattro Sempiterne iniziano a cercare i loro amici, ma vengono ostacolate da Malachia che, con il potere della Sfera Nera donatagli da Reina, rende feroci gli animali. Intanto, Raf e Sulfus, rinchiusi in una prigione, riescono a liberarsi dalle catene che li bloccano e, diventati Terreni, escono dalla cella, la cui porta è già aperta. |
| 13 | Labirinto mortale                   | 28 ottobre 2009  | Raf e Sulfus, usciti dalla prigione, si perdono in un vasto labirinto, nel quale incontrano un minotauro che comincia ad inseguirli. Mentre scappano, in una stanza trovano un affresco rappresentante Tyco e Sai e restano colpiti dalla somiglianza che il primo ha con Raf e la seconda con Sulfus. Nel frattempo, nella foresta, Urié, Dolce, Kabalè e Cabiria sono riuscite a sconfiggere un orso e si preparano ad affrontare le aquile controllate da Malachia. |
| 14 | Scontro frontale                    | 29 ottobre 2009  | Tornati Sempiterni, Sulfus e Raf affrontano il minotauro: la Angel utilizza il Rock Fly per proteggere se stessa e il Devil, che decide di aiutarla con i suoi poteri, venendo però colpito da una cornata del mostro. Per portarlo in salvo, Raf viola di nuovo il V.E.T.O.. Intanto, le loro amiche Angels e Devils, unendo le loro forze, riescono a sconfiggere anche le aquile malvagie. |
| 15 | L'inganno di Reina                  | 30 ottobre 2009  | Messi con le spalle al muro, Raf e Sulfus stanno per essere uccisi dal minotauro, quando la parete alla quale sono appoggiati ruota su se stessa, portandoli in salvo. I due finiscono in una riproduzione della Golden School creata da Reina. Raf porta Sulfus, ferito, in infermeria, aiutata dalle sue amiche Angel e dal professor Arkhan: ignora, però, che anche loro sono solo copie frutto dell'incantesimo di Reina. All'esterno della finta scuola, nello stesso momento, Dolce, Urié, Kabalè e Cabiria stanno affrontando Malachia, trasformatosi in un gigante grazie alla Sfera Nera. Riescono a batterlo ed entrano nell'edificio, chiamando a gran voce i loro amici: sentendo le loro voci, Raf si scosta da Sulfus, che stava per baciare. Raggiunti dalle amiche, l'incantesimo si scioglie, riportandoli nella vera Aula Sfida. |
| 16 | Guardian Angel, Guardian Devil      | 2 novembre 2009  | Raf e Sulfus raccontano quello che è successo alle loro amiche, riuscendo a convincerle a non parlarne con i professori. Gas, però, saputa la storia da Kabalè, rivela tutto alla professoressa Temptel. La donna mette Arkhan al corrente del fatto che Sulfus e Raf si stavano per baciare e, insieme, decidono di affidare i due giovani al controllo di un Guardian Angel, Gabi, e una Guardian Devil, Misha. Raf, insieme a Gabi, raggiunge le sue Terrene, Giulia ed Elena, al centro commerciale, dove una loro compagna di classe, Federica, promette di farle entrare nel suo gruppo se bruceranno i registri scolastici. L'Angel, convinta che le due ragazze non compiranno mai un atto del genere, se ne va, ignorando i consigli di Gabi, che la esorta a rimanere. Gas, avendo il campo libero, si trasforma nel PR di una discoteca e distribuisce biglietti gratuiti a tutti, tranne alle gemelle, perché non fanno parte del gruppo delle ragazze alla moda. Giulia ed Elena decidono così di bruciare i registri, ma vengono fermate in tempo dai professori. Mentre Arkhan rimprovera Raf per non aver dato retta a Gabi, nel Limbo Reina evoca dei mostri, i Pherox, e invia Malachia alla scuola terrena con un manifesto che pubblicizza le Grotte di Oscuria. |
| 17 | Giocare col fuoco                   | 3 novembre 2009  | Gli studenti Terreni, dopo aver visto il manifesto affisso da Malachia, decidono di andare in gita scolastica alle Grotte di Oscuria. Arkhan crede che, essendo lontani dalla scuola, Sulfus e Raf saranno difficili da controllare, mentre la professoressa Temptel è sicura che Gabi e Misha svolgeranno bene il loro compito. Uriè, intanto, scopre che Ginevra ha la febbre, ma non sa se dirlo a sua madre perché non vuole saltare la gita. Cabiria desidera che la Terrena menta e sfida Urié in una gara di free climbing, vinta dalla Angel che, trasformata in medico, va a casa della ragazza, facendole capire che, andando alla gita ammalata, non si divertirebbe. Cabiria, però, riesce a far cambiare idea a Ginevra: la giovane decide, così, di partire con la febbre. |
| 18 | Alle Grotte di Oscuria              | 4 novembre 2009  | Durante il viaggio verso le Grotte di Oscuria, sull'Autosfera Angels e Devils iniziano a farsi i dispetti; contemporaneamente, sul pullman guidato da Malachia, Bully Boyz e Bad Girlz si lanciano il cibo. Arrivati alle Grotte, i Terreni restano delusi, scoprendo che il luogo è deserto e l'ingresso è molto buio. Raf e Urié si accorgono che Ginevra ha la febbre molto alta: i professori decidono di tornare indietro, ma l'autista è scomparso, lasciandoli bloccati lì. Arkhan e Temptel sospettano che si tratti di una trappola e raccomandano ai loro studenti di essere prudenti. |
| 19 | Vite in pericolo                    | 5 novembre 2009  | Reina scatena una pioggia viola sui Terreni e i Sempiterni all'esterno delle Grotte di Oscuria. Per evitare di macchiarsi i vestiti con l'acqua oleosa, Matteo, Giulia ed Elena, troppo lontani dal pullman, entrano nelle Grotte: Raf e Sulfus seguono i loro Terreni, ma improvvisamente la volta dell'ingresso crolla, intrappolandoli all'interno. I tre Terreni decidono di inoltrarsi nelle Grotte per cercare un'altra uscita: trovato un laghetto, decidono di farci un bagno. Sulfus e Raf li seguono: appena toccano l'acqua, però, diventano visibili ai tre ragazzi. Intanto, all'esterno, mentre Arkhan si accorge che l'ingresso è protetto da una barriera velenosa che impedisce l'accesso, Angels e Devils vengono attaccati dai Pherox. Urié e Cabiria vengono morse, restando avvelenate: per trovare un antidoto, i professori tornano a scuola. Raf, Sulfus e i tre Terreni, nel frattempo, vengono attaccati da una piovra, che cattura Elena e Raf. |
| 20 | Dal tramonto all'alba               | 6 novembre 2009  | Sulfus libera Elena dalla piovra e cerca di salvare anche Raf, ma viene afferrato ed entrambi sono trascinati sott'acqua. Unendo i loro poteri, riescono a sconfiggere il mostro e fanno dimenticare l'accaduto ai tre Terreni; si dirigono poi verso l'uscita. Sulfus dice a Raf che rispetterà il suo desiderio di non violare le regole, nonostante i loro sentimenti. All'esterno, mentre Misha e Gabi allontanano i Pherox dai Terreni, Urié e Cabiria, trasportate dai professori, sono tornate alla Golden School, dove Arkhan riesce a trovare un antidoto al veleno, che inserisce nella Sfera Bianca. Dopo aver guarito le due Sempiterne, torna alle Grotte di Oscuria, dove utilizza la Sfera Bianca per distruggere i Pherox. |
| 21 | Minacce all'orizzonte               | 9 novembre 2009  | Raf aiuta Dolce con Edoardo: i genitori del ragazzo, infatti, sono divorziati e suo padre, che non vede molto spesso, deve venire a trovarlo. L'uomo, però, ha la tendenza a non presentarsi sempre e, infatti, arrivati a casa del Terreno, Dolce e Raf, Sulfus e Kabalè scoprono che non verrà. Edoardo è deluso ed esce di casa in motorino, sfrecciando per la città incurante dei pedoni e delle automobili. Angels e Devils, per evitare che si faccia male, si trasformano in operai e poliziotte, aiutandolo a capire che ha corso un grave rischio. Alla Golden School, mentre Misha e Gabi battibeccano, vengono morsi dal ragno di Reina, che li fa innamorare di Raf e Sulfus. Nel frattempo, Arkhan raggiunge le Alte Sfere per sapere quale pericolo sta per colpire i Sempiterni: è, infatti, a conoscenza di una leggenda che narra l'esistenza di una Neutra, imprigionata nel Limbo, luogo dal quale provenivano anche i Pherox che li hanno attaccati. |
| 22 | Ventiquattro ore                    | 10 novembre 2009 | Si avvicina il Torneo di Luce e Ombra: Angels e Devils hanno una giornata intera, durante la quale non dovranno seguire le lezioni né badare ai Terreni, per prepararsi. Urié e Kabalè giocano a pallacanestro, Dolce si dedica allo shopping, Gas si abbuffa al centro commerciale, Miki e Cabiria ripassano i Fly Powers. Sulfus, invece, si trasforma in un motociclista e si reca alla spiaggia, dove Raf sta riflettendo in solitudine. L'Angel viene raggiunta da Gabi, che vuole starle accanto, scatenando la gelosia di Sulfus, che inizia a rincorrersi con Misha sul bagnasciuga per irritare Raf. Nello stesso momento, i professori recuperano dalla Stanza dei Ritratti l'Urna del Destino, che sorteggerà gli sfidanti del Torneo. Malachia, però, su ordine di Reina, sostituisce l'Urna con una falsa, controllata dalla Neutra. |
| 23 | Sull'orlo del baratro               | 11 novembre 2009 | Inizia il Torneo di Luce e Ombra: Angels e Devils si sfidano in combattimenti individuali e, al termine, la squadra che avrà ottenuto più punti potrà rimandare a casa un membro della squadra sconfitta. Arkhan e la Temptel informano i Sempiterni che, durante gli scontri, alcuni di loro potrebbero scoprire nuovi poteri. La prima sfida viene vinta da Gas, che sconfigge Miki con il suo nuovo potere Magnetic-Force; anche Cabiria, utilizzando il nuovo Hypnosis, riesce a battere Dolce. |
| 24 | La rivincita delle Angels           | 12 novembre 2009 | Urié sconfigge Kabalè grazie al suo nuovo potere, Multi-Beast. Successivamente, la falsa Urna del Destino stabilisce che lo scontro tra squadre si svolgerà prima di quello conclusivo tra Raf e Sulfus. In una ricostruzione del parco di Angie Town, le Angels si aggiudicano un altro punto grazie al nuovo potere di Miki, Ice. |
| 25 | Nella trappola del tempo            | 13 novembre 2009 | L'Urna del Destino sprigiona una luce viola ed esplode. Angels e Devils vengono scaraventati a terra, mentre Raf e Sulfus scompaiono: i due ragazzi si ritrovano in una foresta tropicale, una nuova trappola creata da Reina. Superati in volo gli alberi, Sulfus e Raf vedono un'antica città azteca e assistono al combattimento tra Tyco e Sai, l'Angel e la Devil che fisicamente somigliano molto a loro. Essi, però, non possono vederli. |
| 26 | Due coppie, un destino              | 16 novembre 2009 | Sulfus e Raf ascoltano i discorsi di Tyco e Sai e si riconoscono nelle loro parole: i due antichi Sempiterni non vogliono più combattere, ma amarsi liberamente. I due giovani iniziano a litigare e Raf infrange il V.E.T.O. dando uno schiaffo a Sulfus. Anche il Devil la schiaffeggia, ma con violenza, scatenando la rabbia di Raf, che ricorre al suo nuovo potere Inflame. Sulfus utilizza il Body Fly per fermarla, ma il colpo è molto violento: persi i sensi, Raf precipita a terra, dove il Devil la raggiunge e la guarisce, grazie al suo nuovo potere Recover. Mentre Tyco e Sai si baciano, anche Raf e Sulfus fanno lo stesso. |
| 27 | Sacrilegio                          | 9 gennaio 2010   | A causa del bacio tra Tyco e Sai, la civiltà azteca viene distrutta da un terremoto. La piramide sulla quale si trovano Raf e Sulfus crolla e i due Sempiterni vengono risucchiati in una voragine. Alla Golden School, l'Aula Sfida comincia a tremare: Angels e Devils mettono in salvo i propri Terreni e, quando ritornano nella stanza, trovano Sulfus e Raf. Gli amici chiedono loro che cosa è successo e i due giovani confessano di essersi baciati. Nel Limbo, nel frattempo, l'onda provocata dal sacrilegio spezza le catene di Reina. |
| 28 | Procedimento disciplinare           | 10 gennaio 2010  | Arkhan e Temptel decidono di annullare il Torneo di Luce e Ombra e di rimandare a casa sia un Angel che un Devil. Raf e Sulfus, invece, devono subire un procedimento disciplinare, durante il quale vengono difesi dai loro amici. Reina e Malachia lasciano il Limbo e tornano nella loro vecchia casa, un'antica villa abbandonata nota come Mistery House. |
| 29 | Addio alla Golden School            | 16 gennaio 2010  | Sulfus e Raf, convinti che verranno cacciati dalla Golden School, preparano le valigie. Misha e Gabi, però, si offrono di lasciare la scuola al posto loro, poiché non sono riusciti ad impedire il sacrilegio. Arkhan, però, obbliga Raf e Sulfus a portare al collo, finché le Alte e la Basse Sfere non avranno deciso cosa fare, un enneagramma, un manufatto che annulla i poteri sempiterni e la facoltà di volare, e affida i loro Terreni ad altri Angels e Devils. Intanto, Matteo trova il portafoglio del professore di matematica e non sa se rubare il denaro. Miki e Cabiria si sfidano in una corsa ippica, vinta dalla Devil che convince il Terreno ad acquistare uno skate. Grazie ai consigli di Raf, però, Miki fa capire a Matteo che è meglio restituire il portafoglio. Alla Mistery House, Reina, grazie alla magia, rimette in ordine le varie stanze e, nel seminterrato, mette al sicuro il ritratto di Malachia. |
| 30 | L'ultima chance                     | 17 gennaio 2010  | Alte e Basse Sfere inviano i loro emissari, serafini e malebolge, alla Golden School, per comunicare la loro decisione sul sacrilegio: Raf e Sulfus saranno espulsi. Temptel e Arkhan non sono d'accordo ed entrano nella Sala dei Ritratti, dove osservano le spazio lasciato vuoto dal quadro di un Terreno al quale, molto tempo prima, fu tolto il libero arbitrio: i due professori credono che questo riguardi la Neutra e il bacio tra i loro allievi e decidono di andare nel Limbo. Raf, aiutata dalle amiche, raggiunge l'Incubatorio per salutare Sulfus, ma non lo trova, perché lui, nel frattempo, ha raggiunto il Sognatorio per dire addio a Raf. |
| 31 | Detective Sempiterni                | 30 gennaio 2010  | Uriè decide di usare la Digidream per analizzare i sogni di Raf e scoprire se il suo amore per Sulfus è dovuto ad un incantesimo. Intanto, i professori hanno raggiunto il Limbo e, grazie ad una traccia magica, arrivano alla prigione di Reina, dove scoprono che la Neutra è fuggita. |
| 32 | Sogno o realtà?                     | 31 gennaio 2010  | I Devils entrano nel Sognatorio delle Angels, poiché Sulfus ha la sensazione che Raf sia in pericolo. Vedendo Raf che dorme, capiscono subito che Uriè, Dolce e Miki sono entrate nei suoi sogni e corrono a chiamare i professori per aiutarle, ma non li trovano: essi, infatti, non sono ancora tornati dal Limbo, dove hanno trovato le prove che il bacio tra i loro allievi è opera di Reina e dove vengono attaccati dai Pherox. Le Angels, nel frattempo, stanno affrontando un memo-block generato dalla mente di Raf, che non vuole ricordare, mentre Cabiria, Gas e Kabalè cercano di fermare Malebolge e Serafini, che sono arrivati a portare via i loro amici. |
| 33 | Innocenti                           | 6 febbraio 2010  | Arkhan e Temptel riescono a sfuggire ai Pherox. Alla Golden School, Gas, Kabalè e Cabiria presentano ai Serafini e alle Malebolge un falso regolamento della scuola, secondo il quale, durante l'assenza dei professori, non può essere preso alcun provvedimento sugli studenti. A causa di un errore di Gas, Cabiria e Kabalè entrano nei sogni di Raf, dove aiutano le Angels a sconfiggere il memo-block; le ragazze, insieme, assistono alla scena del morso del ragno di Reina, trovando la prova che cercavano. Tornate nel mondo reale, però, scoprono che Raf e Sulfus sono stati portati via. Grazie all'arrivo dei professori, i due Sempiterni vengono liberati e la loro espulsione revocata. |
| 34 | La leggenda di Reina                | 7 febbraio 2010  | Arkhan e Temptel tolgono l'enneagramma a Sulfus e Raf, che possono così tornare ad utilizzare i propri poteri e ad occuparsi di nuovo di Andrea. I professori spiegano poi agli studenti chi sia il loro nemico: Reina, una ex-Angel vissuta nel XIX secolo a Parigi, che, innamoratasi del suo Terreno Malachia, ne rubò il ritratto per farsi amare da lui. Il sacrilegio, però, la imprigionò nel Limbo, rendendola una Neutra, una creatura né Angel né Devil, e solo un nuovo sacrilegio, come il bacio tra Raf e Sulfus, poteva liberarla. |
| 35 | Scorciatoie pericolose              | 7 febbraio 2010  | A causa di Andrea, che non sa giocare, la Golden School perde la partita di basket contro la Silver Academy. Il ragazzo crede che Ginevra lo consideri un perdente e litiga con lei; viene poi avvicinato da un uomo che cerca di vendergli una bevanda energizzante. Sulfus e Raf si sfidano in una gara di surf per decidere chi avrà la prima mossa su di lui: il Devil vince e riesce a convincere Andrea ad acquistare la bevanda, sostenendo che, altrimenti, Ginevra lo lascerà. Sul campo di pallacanestro, però, arrivano le Angels, trasformate in giocatrici: Raf finge di non essere capace e le sue amiche la esortano a continuare, perché allenandosi riuscirà sicuramente a migliorare. Andrea cambia così idea e, il giorno dopo, fa arrestare l'uomo che voleva vendergli la bevanda. Intanto, Raf è delusa per il comportamento di Sulfus, che ha cercato di convincere il Terreno a mettere a rischio la propria salute. |
| 36 | Colpi bassi                         | 13 febbraio 2010 | A scuola, terminate le lezioni, Edoardo riceve un SMS di suo padre, che lo informa di non poter andare a trovarlo. Furioso, il ragazzo getta il cestino della spazzatura contro la finestra, rompendo il vetro, e scappa. Ignora, però, che Ginevra ha assistito all'accaduto. La ragazza non sa se raccontare l'accaduto ai professori, sapendo che Edoardo potrebbe essere espulso, ma che lei verrebbe eletta rappresentante della scuola grazie alla sua onestà. Uriè riesce ad ottenere la prima mossa su Ginevra e, trasformata in poliziotta, la interroga, convincendola a parlare con Edoardo per farlo costituire spontaneamente. Cabiria, però, diventata una studentessa universitaria, le parla di come sia bello essere rappresentante e Ginevra decide di parlare con i professori. |
| 37 | Riconquistare "Terreno"             | 14 febbraio 2010 | Edoardo viene sospeso, mentre Ginevra diventa rappresentante. Kabalè rivela al ragazzo il nome della spia e lo aiuta, insieme agli altri Devils, ad organizzare la propria vendetta. L'Angels, preoccupate, decidono che è meglio convincere Ginevra a farsi avanti per prima, confessando quello che ha fatto, prima che Edoardo agisca. Grazie ad un sogno creato con la Digidream, la ragazza, il giorno dopo, racconta la verità a compagni e professori e rinuncia alla carica di rappresentante. |
| 38 | Mistery Party                       | 14 febbraio 2010 | Malachia distribuisce sulla Golden School alcuni inviti ad una festa di Halloween in maschera, il Mistery Party, organizzato presso la Mistery House. Angels e Devils ottengono il permesso di parteciparvi in forma Terrena: Miki si traveste da fantasma, Dolce da zucca, Uriè da strega, Cabiria da scheletro, Kabalè da vampira e Gas da Frankenstein. Raf e Sulfus, invece, decidono di provare ad entrare l'una nei panni dell'altro, indossando, rispettivamente, costumi da devil e da angel. |
| 39 | Dolcetto... o scherzetto?           | 20 febbraio 2010 | Durante la festa di Halloween, Sulfus e Raf hanno l'occasione di parlare, riconoscendo che il loro amore non è opera di Reina, ma un sentimento sincero e reale. I Terreni, intanto, si addormentano a causa di un sonnifero disciolto nelle bevande, mentre Angels e Devils rimangono intrappolati nella casa. Il gruppo si avvia lungo un corridoio ma, durante il percorso, Dolce, Kabalè, Gas e Miki scompaiono. |
| 40 | Per sempre insieme                  | 21 febbraio 2010 | Anche Uriè e Cabiria scompaiono. Raf e Sulfus cadono in una botola, finendo nella soffitta della casa: qui, la musica di un carillon li fa addormentare, catapultandoli in un sogno. Nel mondo onirico, Sulfus è diventato Terreno ed è arrivato il giorno del suo matrimonio con Raf. La ragazza, però, si punge con una rosa del suo bouquet e tutto intorno a lei scompare, riportandola alla realtà. Risvegliatisi, i due Sempiterni si ritrovano davanti a Reina. |
| 41 | Faccia a faccia con Reina           | 21 febbraio 2010 | Reina vuole parlare con Raf e Sulfus: i due ragazzi accettano, purché dimostri che i loro amici sono sani e salvi. Grazie alla Sfera Nera, la Neutra mostra Angels e Devils nel salone della Mistery House, insieme ai Terreni. Il Devil accusa Reina di averli fatti innamorare utilizzando il suo ragno, ma la donna afferma che il morso dell'aracnide serviva solo ad eliminare gli effetti dolorosi del V.E.T.O.. Inoltre, rivela a Raf che i professori le hanno sempre mentito e che, in realtà, lei non è nata Angel, ma Terrena. Raf non le crede e Reina la invita a tornare da lei se avrà da porle qualche domanda. Tornati dai loro amici, Sulfus e Raf decidono di non rivelare niente sull'incontro con la loro nemica. |
| 42 | La prova                            | 27 febbraio 2010 | Raf va a trovare Reina per avere la prova che è davvero nata Terrena: la Neutra le dice che la pelle degli Angels è priva di macchie, ma lei ha una voglia sul collo. Sconvolta, la Angel scappa. All'esterno della Golden School, Edoardo incontra suo padre ma, essendo arrabbiato con lui, si rifiuta di vederlo. Dolce e Kabalè si sfidano in una gara di scherma, vinta dalla Devil, che invita il ragazzo a trascorrere tutta la giornata al centro commerciale, durante la quale, grazie ad un buono acquisto, potrà comprare quello che vuole. Dolce si trasforma in una bambina e finge di aver perso sua madre: Edoardo decide di aiutarla e Miki, diventata la mamma di Dolce, lo ringrazia spiegandogli che per un genitore è terribile perdere il proprio figlio. Il Terreno decide così di lasciare il centro commerciale per raggiungere il padre. |
| 43 | Qualcuno di cui fidarsi             | 27 febbraio 2010 | Raf finge di essere malata e rifiuta l'invito delle amiche di andare a fare shopping, esortandole a divertirsi anche per lei. In mensa, racconta a Sulfus della voglia e il Devil le consiglia di parlare con le Angels: Raf decide quindi di aspettarle in camera, confidando che torneranno presto, preoccupate per lei. Al centro commerciale, intanto, le Angels decidono di non fermarsi per più di due ore, ma i Devils le sfidano ad esibirsi sul palco, facendole ritardare. Raf, spazientita, raggiunge la Mistery House per farsi raccontare la verità. |
| 44 | Duello e tentazione                 | 28 febbraio 2010 | Reina racconta a Raf che i suoi genitori erano due potenti sovrani a capo di un impero. Poiché le loro decisioni erano molto importanti, Angels e Devils intraprendevano dure lotte per spingerli ad agire nel bene o nel male, ma, durante uno dei conflitti tra Sempiterni, i suoi genitori rimasero coinvolti e morirono. Le Alte Sfere adottarono Raf, trasformandola in una Angel. La ragazza è ancora incredula e Reina la invita ad entrare nella Stanza dei Ritratti per osservare i volti dei suoi genitori. Il giorno dopo, Miki chiede aiuto a Raf perché ha un problema con le sue Terrene, Giulia ed Elena: sono state invitate da Matteo a sentirlo suonare, ma entrambe vogliono andare senza la sorella per restare sole con lui. Miki e Gas si sfidano, ma durante la lotta Raf e Sulfus li avvisano che le gemelle sono malate e che nessuna andrà da Matteo. |
| 45 | Disposta a tutto                    | 28 febbraio 2010 | Raf cerca di convincere Sulfus ad aiutarla a rubare la formula per entrare nella Stanza dei Ritratti: il ragazzo non vuole, perché un comportamento del genere non è tipico della Angel. Le sue amiche, intanto, sono preoccupate perché si comporta in modo diverso dal solito. Durante la verifica di Storia Angelica, Raf utilizza il Think Fly per entrare nella mente di Arkhan e rubare la formula: il professore se ne accorge e la fa uscire dall'aula, perché crede che voglia sapere le risposte alle domande. Il giorno dopo, la Angel organizza un nuovo piano: ordina a Cox di passare sotto la porta della Stanza dei Ritratti, rimanendo incastrata. Per liberare la mascotte, i professori recitano la formula segreta, ignari del fatto che Raf abbia origliato. |
| 46 | La Stanza dei Ritratti              | 6 marzo 2010     | La notte, Raf va a svegliare Sulfus e riesce a convincerlo ad aiutarla. Entrati nella Stanza, però, appare Reina, che rivela di aver mentito e li fa cadere privi di sensi. Aiutata da Malachia, la Neutra ruba i ritratti dei Terreni, assoggettandoli al proprio controllo. |
| 47 | Aria di guerra                      | 7 marzo 2010     | Svegliatisi nella Stanza dei Ritratti, ormai vuota, Sulfus e Raf confessano ai professori cosa è successo. Le Angels, nel frattempo, sono preoccupate perché la scuola e la città sono deserte. I Sempiterni vengono convocati da Arkhan e Temptel, che spiegano loro la situazione: Reina ha rubato i ritratti dei Terreni, privandoli del libero arbitrio e trasformandoli in strumenti nelle sue mani. Angels e Devils vogliono sapere perché Raf e Sulfus erano nella Stanza dei Ritratti: la Angel racconta così di essere nata Terrena e, furiosa con Arkhan che non le ha mai raccontato la verità, lascia il gruppo. |
| 48 | Ultimatum alla Terra                | 13 marzo 2010    | Arkhan e Temptel ricevono il compito di condurre le schiere sempiterne contro Reina. Il professore degli Angels offre alla Neutra una scelta: restituire i ritratti dei Terreni, in cambio della salvezza. Reina rifiuta e invia Malachia, potenziato dalla magia della Sfera Nera, contro Angels e Devils. Grazie agli sforzi congiunti, l'uomo viene sconfitto. La Neutra, però, non si arrende e minaccia di far suicidare i Terreni se, entro 48 ore, Angels e Devils non avranno lasciato la Terra. Loro malgrado, Arkhan e Temptel sono costretti ad accettare. Raf, intanto, vaga per la città. Sulla spiaggia, viene raggiunta da Uriè, Dolce e Miki che le assicurano che, anche se è nata Terrena, la loro amicizia non è cambiata. |
| 49 | Nella tana del lupo                 | 14 marzo 2010    | Raf escogita un piano per sconfiggere Reina e lo illustra ad amici e professori. La mattina dopo, la Angel raggiunge la Mistery House e dichiara di voler vivere con la Neutra, imparando a servirla e ad amarla come se fosse sua madre, perché non si fida più degli altri Angels. Reina, però, intuisce l'inganno e Raf, per provare che le sue intenzioni sono sincere, si offre di distruggere la Golden School. A scuola, Raf si scontra con le Angels e i Devils e, utilizzando l'Inflame, fa crollare l'edificio. La Neutra, convinta, decide di ospitarla. Ignora, però, che il crollo della Golden School era solo un ologramma creato con il Video Fly di Dolce. |
| 50 | Sacrificio                          | 20 marzo 2010    | Nottetempo, Raf manda Cox a prendere nella camera da letto di Reina la chiave della stanza dove tiene i ritratti dei Terreni. Scesa nel seminterrato, viene sorpresa da Malachia, che accidentalmente scopre il proprio ritratto: l'uomo ricorda il suo passato e di avere una figlia, la stessa Raf. Rivela la verità alla ragazza, che resta incredula, quando improvvisamente sentono le grida di Reina, che ha scoperto il furto. Padre e figlia scappano, ma restano intrappolati nelle cantine, dove Malachia parla a Raf di sua madre Angelie. Usciti tramite un passaggio segreto, vengono intercettati da Reina, che rivuole la chiave e utilizza il potere della Sfera Nera contro Raf. Malachia, però, protegge la Angel e muore. |
| 51 | Scontro finale                      | 21 marzo 2010    | Raf, inseguita da Reina, torna alla Golden School, dove Angels e Devls cercano, invano, di sconfiggere la Neutra. Arkhan e Temptel pensano che, per batterla, sia necessario utilizzare il Prisma Fly, un incantesimo che sprigiona una potente energia sempiterna, congiunta all'essenza cromatica che ogni Sempiterno ha dentro di sé. Angels e Devils attivano il Prisma Fly e lo scagliano contro Reina, tranne Raf che, essendo nata Terrena, non ha ancora un'essenza cromatica formata. La Neutra, però, non viene sconfitta e riemerge dal terreno sotto forma di piovra. |
| 52 | Arrivederci Golden School           | 27 marzo 2010    | Reina assorbe i poteri di Angels e Devils, ma Raf riesce ancora a comunicare con il pensiero. Arkhan, telepaticamente, le spiega che la sua natura angelica è più forte perché ha dovuto sostituire quella umana. Concentrandosi, la Angel riesce ad attivare il Prisma Fly e sale in cielo, luminosa come una stella. Tre giorni dopo, si risveglia in infermeria, circondata da Angels, Devils e professori, che l'aggiornano sugli ultimi avvenimenti: Reina è stata rimandata nel Limbo, prigioniera della Sfera Nera, i ritratti sono tornati alla Golden School e tutti loro hanno superato il primo anno di stage. Prima di partire per le vacanze, Raf saluta Sulfus e gli confida di aver sentito la voce di sua madre: forse è ancora viva. Infatti, in una prigione, sotto una teca di cristallo, Angelie dorme, sorvegliata da individui misteriosi che non vogliono che incontri sua figlia Raf. |